# Johan Nijenhuis
Johan Nijenhuis (Markelo, 4 marzo 1968) è uno sceneggiatore, regista, produttore cinematografico e televisivo olandese.

## Biografia
È conosciuto soprattutto per Goede tijden, slechte tijden (1990), Costa! (2001) e Spangas (2007). Il suo ultimo film Toscaanse bruiloft è stato girato in Toscana.